# 山田嘉光
山田 嘉光（やまだ よしみつ、1938年2月17日 - 2023年1月15日）は、日本の合気道家。

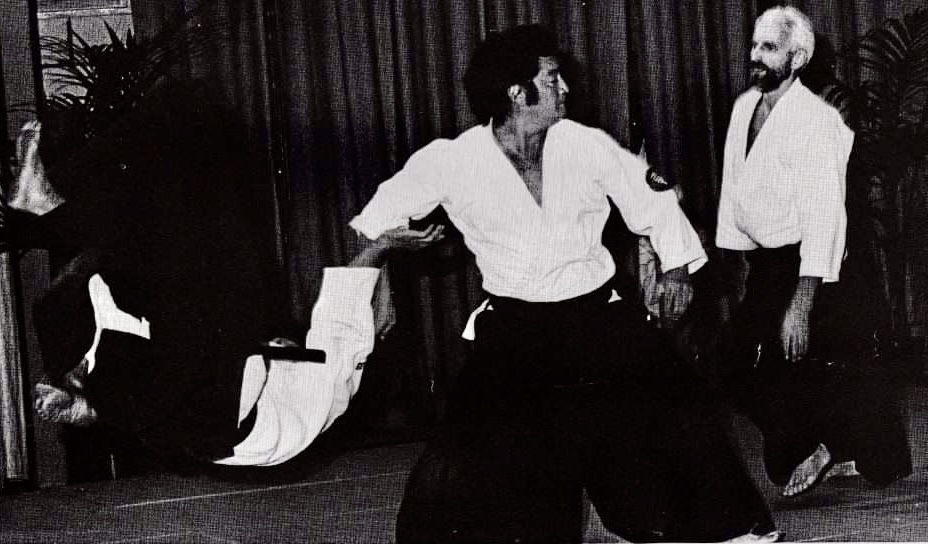

## 人物
- 東京都出身。青山学院大学卒業。
- ニューヨーク合気会会長。
- 国際合気道連盟所属。

## 略歴
- 叔父は合気道師範の阿部正で、その影響により合気道を始める。
- 1955年、合気会本部入門と同時に内弟子となり、主に道主植芝吉祥丸、大澤喜三郎、藤平光一師範に師事する。
- 1966年、アメリカのニューヨークに渡る。
- ニューヨーク合気会会長就任。
- 2023年1月15日、心不全のためニューヨーク市のマウントサイナイ病院で死去[2]。84歳没。

## エピソード
- 合気会本部道場入門当時、英語が堪能であり主にアメリカ基地への指導を担当していた。
- アメリカ大陸やヨーロッパ、アフリカなど世界の国々で講習会に招かれ、アメリカ本土だけではなく優れた外国人弟子を持ち、世界に合気道を広めた一人。
- 特に内弟子時代親交の深かった田村信喜師範の招きで40年以上フランスで講習会を行い、南フランスと北フランスレスネバンの国際夏期講習は40年以上続いている。